# Sargus cirrhosus
Sargus cirrhosus är en tvåvingeart som beskrevs av Mcfadden 1982. Sargus cirrhosus ingår i släktet Sargus och familjen vapenflugor. Inga underarter finns listade i Catalogue of Life.